# Église Sainte-Eulalie de Cruzy
Pour les articles homonymes, voir Église Sainte-Eulalie.
L'église Sainte-Eulalie de Cruzy est une église catholique située à Cruzy, en France.

## Localisation
L'église est située dans le département français de l'Hérault, sur la commune de Cruzy.

## Historique
L'édifice est classé au titre des monuments historiques en 1913.

## Galerie

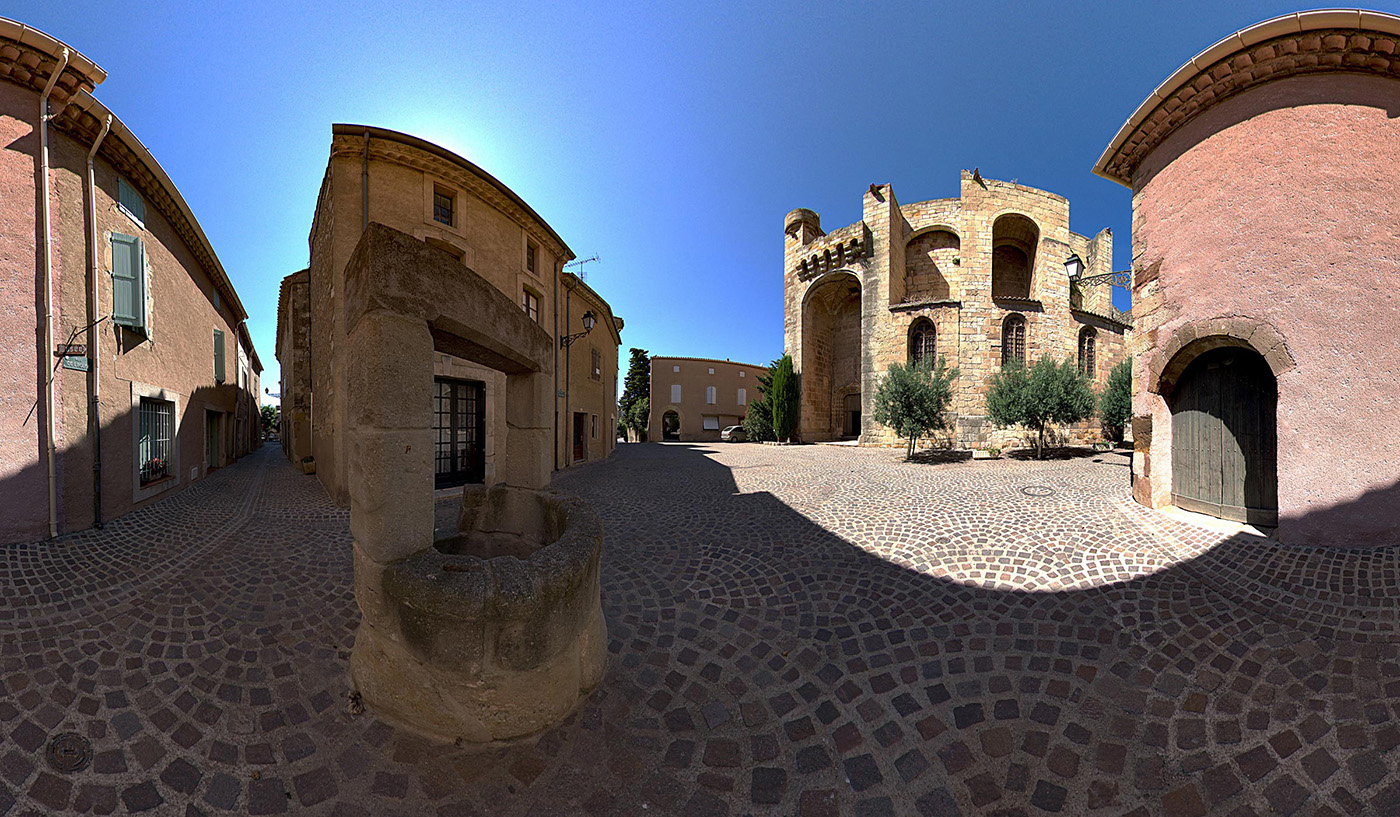
Vue panoramique 360° de la Place de l'église avec vue de la façade de l’église Sainte-Eulalie.

Voir cette photo dans un panorama virtuel.